# Lewis Urry
Lewis Frederick Urry (* 29. Januar 1927 in Pontypool (Ontario), Ontario; † 19. Oktober 2004) war ein kanadischer Chemie-Ingenieur und Erfinder. Er erfand die Alkali-Batterie bei seiner Arbeit für Eveready.
Nachdem er in der kanadischen Armee gedient hatte, studierte er bis 1950 Chemie an der University of Toronto und begann dann bei Eveready. 1955 wurde er an das Firmenlabor in Parma, Ohio gesandt, wo er einen Weg finden sollte, die Lebensdauer von Zink-Kohle-Batterien zu verlängern. Die geringe Lebensdauer schadete den Umsätzen. Urry erkannte, dass es kostengünstiger sei, eine neue Batterie zu entwickeln, als die alte weiterzuentwickeln. Während der 1950er Jahre hatten viele Ingenieure mit Alkali-Batterien experimentiert, aber niemand war in der Lage gewesen, eine langlebigere Batterie zu entwickeln, die die höheren Produktionskosten wert wäre. 
Nach dem Test eine Reihe von Materialien entdeckt Urry, dass Mangandioxid und massives Zink gut funktionierte in Verbindung mit einer alkalischen Substanz als Elektrolyt. Sein Hauptproblem, dass die Batterie nicht genug leistete, löste er 1959, indem er das Zink pulverisierte. Um seine Manager zu überzeugen, steckte er die Batterie in ein Spielzeugauto und fuhr in der Kantine gegen ein ähnliches Auto mit älterer Batterie. Eveready begann die Produktion und wurde 1980 in Energizer umbenannt. Moderne Alkali-Batterien sollen aufgrund von Verbesserungen 40-mal länger halten als der Prototyp, den er 1999 zusammen mit der ersten kommerziell produzierten Batterie dem Smithsonian Institut überließ.
| Personendaten    | Personendaten                              |
| ---------------- | ------------------------------------------ |
| NAME             | Urry, Lewis                                |
| ALTERNATIVNAMEN  | Urry, Lewis Frederick (vollständiger Name) |
| KURZBESCHREIBUNG | kanadischer Chemie-Ingenieur und Erfinder  |
| GEBURTSDATUM     | 29. Januar 1927                            |
| GEBURTSORT       | Pontypool (Ontario), Ontario               |
| STERBEDATUM      | 19. Oktober 2004                           |